# IC 1119-1
IC 1119-1 — галактика типу S? (спіральна галактика) у сузір'ї Змія.
Цей об'єкт міститься в оригінальній редакції індексного каталогу.